# 作为
作为（表具體所作之事時；表示概念時），是一类法律术语，通常是指行为人以积极的身体活动实施某类法律行为。與之相對的法律行為還有放任與不作為。

## 民法
民法中的作为，是于绝对民事法律关系，包括支配权与相对人对应的义务。

## 刑法
对于刑法学中，作为是危害行为的一种，是指行为人以积极的身体活动实施刑法所禁止的危害行为，即“不当为而为之”。在刑法中大多数犯罪以作为的方式构成，如抢劫罪、诈骗罪、贪污罪、脱逃罪、强奸罪等。作为的方式有：
- 利用行为人自己的身体实施的作为。这是作为最常见的实施方式；
- 利用物质性工具实施的作为，包括利用伪造的证件诈骗他人钱财；
- 利用他人实施的作为，比如对未成年人的教唆犯；
- 利用动物实施的作为。如利用患有狂犬病的狗、猫去伤害、杀害他人，利用毒蛇伤人。
- 利用自然力实施的作为。如欺骗引动人到电闪雷鸣处，故意让自然的雷电击死他人等。

## 行政法
在行政法律意义上，作为是指以积极作为的方式表现出来的行政行为，如行政奖励、行政强制行为。